# 礼该戏
礼该戏（泰語： 發音：[líʔ.kēː]，皇家轉寫：like；爪夷文：جيكيي‎；高棉語： [ˈjiːkeː]），又称梨伽戏，流行于泰国、柬埔寨、马来西亚，兴起于19世纪晚期，一般认为起源于泰国南部的马来人聚居地区。
礼该戏多为即兴表演，以地方传说故事为主题，并注重滑稽情节，结合器乐与声乐。礼该戏一般以佛教故事、民间传说为主题，如泰国的昆昌昆平、鬼妻娜娜。其戏服装饰华丽，演员涂深色眼线和浓艳口红，舞蹈动作和其他泰国舞剧类似，唱白一韵到底。泰国南部的礼该戏则有更浓郁的伊斯兰与波斯文化特色，用到如鈴鼓等西亚乐器。如今在泰国，礼该戏主要在乡村地区庙会庆典等场合表演，已不如往日在大众中间流行。